# 皮球菌科
皮球菌科 （学名：Kytococcaceae）为微球菌目的一科细菌。此科的模式属为皮球菌属(Kytococcus)。

## 属
- 皮球菌属 Kytococcus Stackebrandt et al. 1995